# 神殿の否定

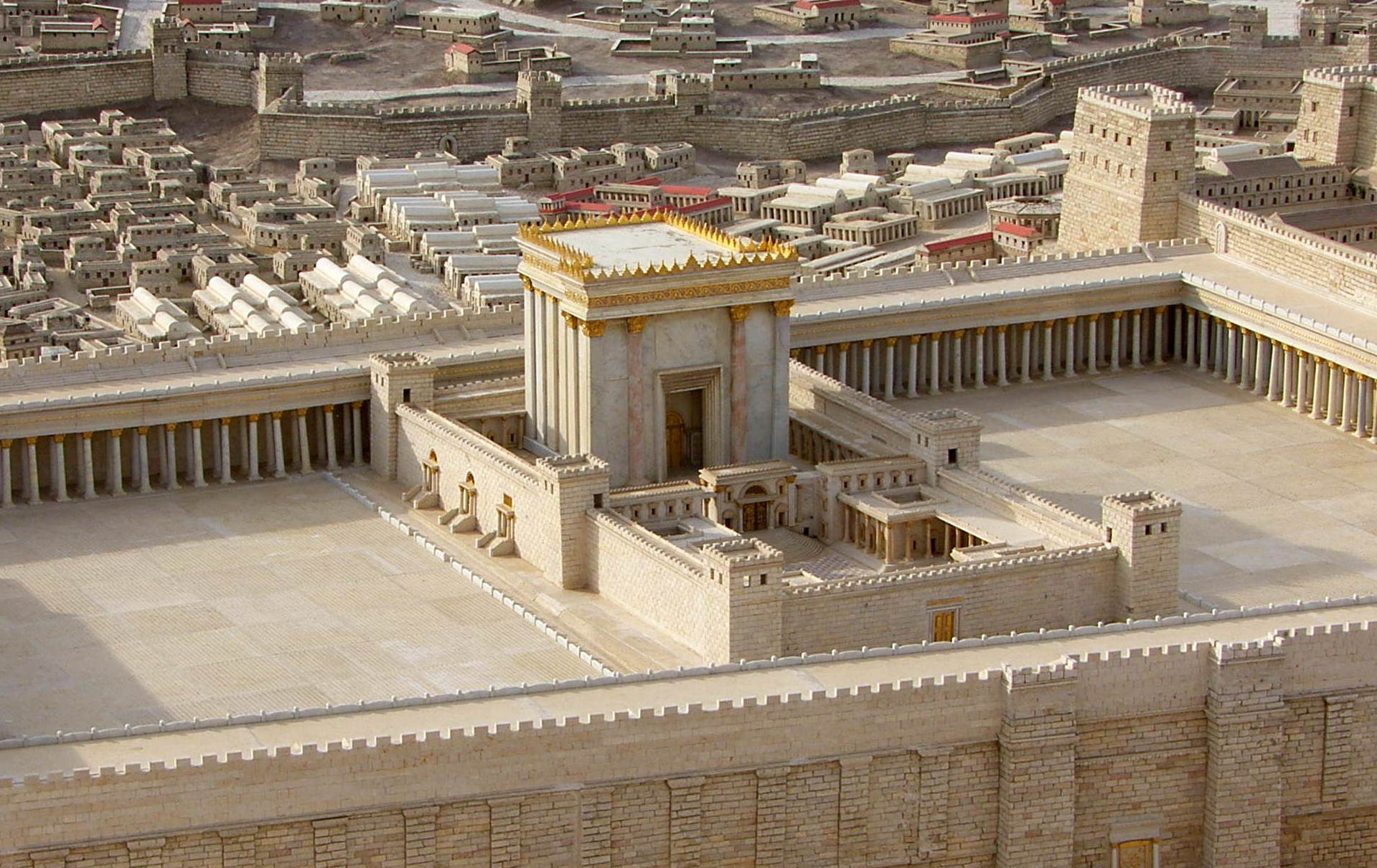
エルサレム聖地模型における第二神殿の再建

神殿否定論とは、エルサレム神殿は存在しなかった、あるいは存在したが神殿の丘の場所には建設されなかったという主張であり、イスラムの政治指導者、宗教家、知識人、作家によって主張されてきた。
エルサレム広報センター所長で元イスラエル国連大使のドーレ・ゴールドは、2007年の著書『エルサレムの戦い：過激なイスラム、西洋、聖都の未来』の中で「神殿否定」という言葉を使用した。 。 イツハク・ライターは、神殿の丘にあるユダヤ教寺院の存在を否定するイスラム当局の傾向が強まっていることを説明し、それをエルサレムを方向転換する取り組みの一環として、イスラムにおけるエルサレムと神殿の丘の地位を高めるキャンペーンの一環であると特徴付けている。 アラブ統治下のイスラム都市へ。 ニューヨーク・タイムズ紙は、「パレスチナ指導者の間でますます一般的になっている神殿拒否にも長い歴史がある」と書いている。 「ソロモン神殿への言及をすべて削除しました。」 現場で発見されたが、これは「議論の余地のない」事実だった。 デビッド・ハゾニーはこの現象を「（パレスチナの指導者、作家、学者による）知的抹殺キャンペーンであり、土地のあらゆる部分に対するユダヤ人の主張を損なうことを目的とした」と述べた。